# Deutsche Straßen-Radmeisterschaften 2023
Die Deutschen Straßen-Radmeisterschaften der Elite 2023 fanden vom 23. bis 25. Juni 2023 in Donaueschingen und in Bad Dürrheim im Schwarzwald-Baar-Kreis in Baden-Württemberg statt.
Der Start der Einzelzeitfahren, bei denen auch Medaillen für die U23 vergeben wurden, am 23. Juni erfolgte vor dem Rathaus in Donaueschingen, das Ziel befand sich in Bad Dürrheim in der Salinenstraße. Der Start der Straßenwettbewerbe war ebenfalls in Bad Dürrheim. Die Organisationsleitung der Veranstaltung lag in den Händen der Sauser Event GmbH aus Villingen-Schwenningen. Bei den Straßenrennen der Frauen am Samstag und der Männer am Sonntag gab es Fanzonen im Start- und Zielbereich sowie an den beiden Bergwertungen in Öfingen und Aasen.
Der Meistertitel im Straßenrennen der U23 wurde im Rahmen der Drei-Länder-Meisterschaft 2023 vergeben. Die Meisterschaft der Männer im Mannschaftszeitfahren wurde am 4. September in Genthin ausgetragen.

## Strecken
Beim 32,2 Kilometer langen Zeitfahren über eine leicht hügelige Strecke (etwa 280 Höhenmeter) führte vom Start in der Innenstadt Donaueschingens zunächst in den Stadtteil Pfohren. Von dort wurde die Strecke weiter in Richtung Ober- und Unterbaldingen geführt. Weiter nordwärts wurden die Orte Sunthausen und Biesingen in einer Schleife durchfahren, bevor der Kurs aus südlicher Richtung von Aasen kommend unweit des Kurparks in Bad Dürrheim endete.
Der Rundkurs des Straßenrennens hatte seinen Startbereich ebenfalls in Donaueschingen und führte nach der Neutralisation auf den Rundkurs des Straßenrennens mit dem Zielbereich in der Salinenstraße im Süden von Bad Dürrheim. Er war knapp 27 Kilometer lang  und hatte rund 360 Höhenmeter, mit zwei Bergwertungen in Öfingen und Aasen. Am Kurpark in Bad Dürrheim vorbei führte die Strecke zunächst über eine bewaldete Steigung hinauf zur Hirschhalde in südöstliche Richtung bis zum höchsten Punkt des Kurses nach Öfingen (803 m ü. NHN), weiter über eine schnelle Abfahrt nach Oberbaldingen und dann Richtung Biesingen und Heidenhofen. Von Heidenhofen aus wurde der Rundkurs über den stark hügeligen Ort Aasen wieder westwärts geleitet, bevor die Strecke nach Norden zurück zum Ziel verlief. Die Frauen absolvierten diesen Kurs fünf Mal und kamen damit auf 135 Kilometer und 1810 Höhenmeter, die Männer befuhren den Kurs acht Mal und mussten 215 Kilometer und 2890 Höhenmeter absolvieren.

## Resultate

### Straßenrennen

#### Frauen
| Platz | Athletin            | Zeit      |
| ----- | ------------------- | --------- |
| 1     | Liane Lippert       | 3:43:48 h |
| 2     | Kathrin Hammes      | + 1:07    |
| 3     | Romy Kasper         | + 1:14    |
| 4     | Ricarda Bauernfeind | + 1:14    |
| 5     | Clara Koppenburg    | + 1:14    |
| 6     | Antonia Niedermaier | + 1:16    |
| 7     | Lea Lin Teutenberg  | + 3:39    |
| 8     | Linda Riedmann      | + 7:57    |
| 9     | Hannah Ludwig       | + 7:57    |
| 10    | Leonie Laubig       | + 7:57    |

Länge: 135 km, von Bad Dürrheim, Rundkurs (26,7 km) zum Zieleinlauf,

Start: Samstag, 24. Juni

Durchschnittsgeschwindigkeit der Siegerin: 36,1 km/h

Von 90 Athletinnen kamen 26 ins Ziel.

#### Männer
| Platz | Athlet                | Zeit      |
| ----- | --------------------- | --------- |
| 1     | Emanuel Buchmann      | 5:04:43 h |
| 2     | Nico Denz             | + 1:03    |
| 3     | Maximilian Schachmann | + 1:03    |
| 4     | Jannik Steimle        | + 1:26    |
| 5     | Jonas Rutsch          | + 1:26    |
| 6     | Marco Brenner         | + 1:32    |
| 7     | Michael Schwarzmann   | + 1:50    |
| 8     | Georg Zimmermann      | + 1:50    |
| 9     | Simon Geschke         | + 1:50    |
| 10    | Juri Hollmann         | + 1:52    |

Länge: 215 km, von Bad Dürrheim, Rundkurs (26,7 km) zum Zieleinlauf,

Start: Sonntag, 25. Juni

Durchschnittsgeschwindigkeit des Siegers: 42,3 km/h

Von 166 Athleten kamen 35 ins Ziel.

### Einzelzeitfahren

#### Frauen
| Platz | Athletin            | Zeit      |
| ----- | ------------------- | --------- |
| 1     | Mieke Kröger        | 0:45:13 h |
| 2     | Katharina Fox       | + 0:01    |
| 3     | Clara Koppenburg    | + 0:18    |
| 4     | Franziska Koch      | + 0:23    |
| 5     | Ricarda Bauernfeind | + 0:48    |
| 6     | Lisa Klein          | + 0:49    |
| 7     | Romy Kasper         | + 1:03    |
| 8     | Franziska Brauße    | + 1:08    |
| 9     | Hannah Ludwig       | + 1:32    |
| 10    | Corinna Lechner     | + 1:39    |

Länge: 32,2 km,

Start: Freitag, 23. Juni

Durchschnittsgeschwindigkeit der Siegerin: 42,72 km/h

Von 56 Athletinnen kamen 56 ins Ziel.

#### Frauen U23
| Platz | Athletin            | Zeit      |
| ----- | ------------------- | --------- |
| 1     | Antonia Niedermaier | 0:44:39 h |
| 2     | Linda Riedmann      | + 2:15    |
| 3     | Justyna Czapla      | + 2:32    |
| 4     | Jette Simon         | + 3:45    |
| 5     | Lucy Mayrhofer      | + 3:57    |
| 6     | Marla Siegmund      | + 3:59    |
| 7     | Olivia Schoppe      | + 4:25    |
| 8     | Fabienne Jährig     | + 4:35    |
| 9     | Lana Eberle         | + 4:46    |
| 10    | Finja Smekal        | + 4:54    |

Länge: 32,2 km,

Start: Freitag, 23. Juni

Durchschnittsgeschwindigkeit der Siegerin: 43,25 km/h

Von 27 Athletinnen kamen 26 ins Ziel. Antonia Niedermaier war dabei schneller als die Gewinnerin der Damenwertung. 

#### Männer
| Platz | Athlet                | Zeit      |
| ----- | --------------------- | --------- |
| 1     | Nils Politt           | 0:38:52 h |
| 2     | Miguel Heidemann      | + 0:11    |
| 3     | Maximilian Schachmann | + 0:15    |
| 4     | Georg Steinhauser     | + 0:18    |
| 5     | Jannik Steimle        | + 0:29    |
| 6     | Justin Wolf           | + 0:30    |
| 7     | Nico Denz             | + 0:39    |
| 8     | Florian Lipowitz      | + 0:41    |
| 9     | Lennard Kämna         | + 0:45    |
| 10    | Maximilian Walscheid  | + 0:54    |

Länge: 32,2 km,

Start: Freitag, 23. Juni

Durchschnittsgeschwindigkeit des Siegers: 49,70 km/h

Von 69 Athleten kamen 69 ins Ziel.

#### Männer U23
| Platz | Athlet              | Zeit      |
| ----- | ------------------- | --------- |
| 1     | Moritz Kretschy     | 0:40:38 h |
| 2     | Tim Torn Teutenberg | + 0:03    |
| 3     | Ole Theiler         | + 0:24    |
| 4     | Hannes Wilksch      | + 0:36    |
| 5     | Tobias Buck-Gramcko | + 0:43    |
| 6     | Moritz Czasa        | + 0:55    |
| 7     | Julian Borresch     | + 1:15    |
| 8     | Nicolas Heinrich    | + 1:20    |
| 9     | Emil Herzog         | + 1:21    |
| 10    | Niklas Behrens      | + 1:30    |

Länge: 32,2 km,

Start: Freitag, 23. Juni

Durchschnittsgeschwindigkeit des Siegers: 47,53 km/h

### Mannschaftszeitfahren der Männer
| Platz | Team                 | Athleten                                                                             | Zeit (h) |
| ----- | -------------------- | ------------------------------------------------------------------------------------ | -------- |
| 1     | Team Sportforum      | Marcel Fröse/Justin Wolf/Benedikt Helbig/ Noah Balgenorth/Felix Dierking/Sven Thurau | 51:59    |
| 2     | Team Lotto–Kern Haus | Ole Theier/Jan Hugger/Cedric Abt/ Ben Felix Jochum/Jakob Geßner/Joshua Huppertz      | + 48 s   |
| 3     | P&S Benotti          | Nick Bangert/Jannis Peter/Tobias Nolde/ Anton Albrecht/Jarno Grixa/Max-David Briese  | + 52 s   |

Länge: 50 km

Start: Sonntag, 4. September

Strecke: Genthin–Genthin, 2 Runden